# Kanadavireo
Kanadavireo (Vireo philadelphicus) är en nordamerikansk tätting som tillhör familjen vireor. Den är den nordligaste arten i familjen och häckar nästan enbart i Kanada. Vintertid flyttar den till Centralamerika. Vid några få tillfällen har den observerats i Europa, på Irland, i Storbritannien och i Azorerna. Beståndet anses vara livskraftigt.

## Utseende
Adulta individer är huvudsakligen olivbruna på ovandelen och gula undertill. De har mörka ögon, grå hätta, mörkt tygelstreck och ett ljust ögonbrynstreck. De har tjocka blågrå ben och en kraftig näbb. Lätena är mycket lika rödögd vireo (V. olivaceus).

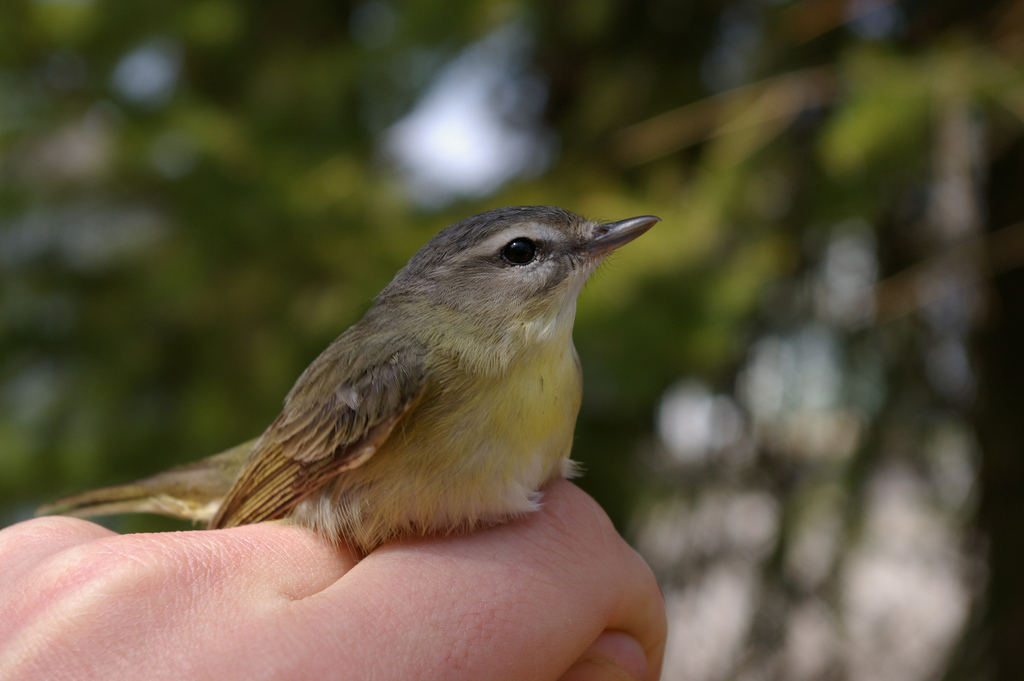

## Utbredning
Kanadavireon är den mest nordligt häckande av vireorna och förekommer vid skogskanter i löv- och blandskog i princip enbart i Kanada. Den är en flyttfågel som övervintrar i Mexiko och Centralamerika. 

### Förekomst i Europa
Kanadavireon är en mycket ovanlig gäst i västra Europa. Första fyndet gjordes vid Galley Head utanför irländska Cork 12–17 oktober 1985. Därefter har arten setts ytterligare ett par gånger på Irland, två gånger i Storbritannien samt vid ett 20-tal tillfällen i Azorerna.

## Ekologi
Boet är korgformat i en grenklyka, vanligtvis placerat relativt högt. Honan lägger tre till fem lätt fläckade vita ägg som ruvas av båda föräldrar i upp till 14 dagar.. De födoöker efter insekter i träd, och ibland flugsnappar de insekter. De äter också bär, speciellt innan flytten. 

## Status och hot
Arten har ett stort utbredningsområde och en stor population, och tros öka i antal. Utifrån dessa kriterier kategoriserar internationella naturvårdsunionen IUCN arten som livskraftig (LC). Världspopulationen uppskattas till fyra miljoner individer.

## Namn
Artens vetenskapliga artnamn liksom dess trivialnamn på engelska syftar på staden Philadelphia i Pennsylvania, USA. John Cassin beskrev arten 1851 utifrån en individ från just Philadelphia. Arten dock varken häckar där eller är särskilt vanlig under vår- och höstflyttningen.